# فريسية مفغرة
فريسية مفغرة أو وروهية مفغرة (الاسم العلمي:Vriesea ringens) هي نوع من النباتات يتبع جنس الفريسية من الفصيلة البروميلية.